# 野似天竺魚
野似天竺魚，又稱野似天竺鯛、牛眼擬天竺鯛，為輻鰭魚綱鈎頭魚目天竺鯛科的其中一個種。

## 分布
本魚分布於澳洲東部海域。

## 深度
水深6至30公尺。

## 特徵
本魚體延長而側扁，眼大，口大略下位。尾柄短，前鰓蓋骨後緣粗糙呈鋸齒狀。尾鰭略圓，腹鰭大於背鰭。體色灰褐色至黑色；在胸鰭上面具眼狀斑；尾部與胸鰭淡色，其餘的鰭黑色，背鰭硬棘8枚；背鰭軟條9枚；臀鰭硬棘2枚；臀鰭軟條8枚，體長可達9公分。

## 生態
本魚棲息於近海的海灣或河口具海綿或軟珊瑚遮蔽的區域，屬肉食性。繁殖期時，雄魚具有口孵習性，卵約7日化成仔魚，由雄魚吐出，具短暫的仔魚飄浮期。

## 經濟利用
不具經濟價值。